# Jägermeister
Jägermeister (в кириллической транскрипции встречаются варианты Егермейстер, Егермайстер или Ягермайстер; с нем. — «егермейстер», то есть главный егерь) — немецкий крепкий ликёр, настоянный на травах.
Относится к категории биттеров. Ликёр получается путём настаивания 56 компонентов — растений, кореньев, корок — и выдерживается около 12 месяцев в дубовых бочках.
Jägermeister, как и многие другие биттеры, считается способствующим пищеварению. Употребляется охлаждённым до −18°С в чистом виде (ледяной шот), залпом (как дижестив) либо в коктейлях.
Штаб-квартира компании Mast-Jägermeister SE находится в городе Вольфенбюттель (Германия, земля Нижняя Саксония) по адресу Jägermeisterstraße 7-15.

## История
Рецепт ликёра был создан Куртом Мастом в 1934 году. Курт Маст родился в 1897 году в семье Вильгельма Маста — владельца компании по производству уксуса, которую он основал в 1887 году в Вольфенбютелле. В 1922 году производство уксуса было остановлено, а основной деятельностью компании стала торговля вином. Курт с детства помогал отцу в бизнесе и в 1934 году, в возрасте 37 лет стал владельцем компании. В этом же году Курт завершил разработку рецепта травяного ликёра, над которым работал долгое время. Выпуск ликёра начался в 1935 году. Название Jägermeister, которое переводится как «мастер охоты» придумал сам Курт Маст, увлекающийся охотой.
Некоторое время солдаты вермахта называли ликёр «шнапсом Геринга», так как лесным хозяйством Третьего рейха ведал Герман Геринг, по инициативе которого в 1934 году были приняты новые правила охоты.
Курт продолжал развивать линейку алкогольных напитков собственного производства и в 1960-х годах компания Mast-Jägermeister производила уже более 20 видов алкоголя. Среди выпущенных продуктов был тминовый шнапс Korn und Kimme, фруктовый ликёр Schlehenfeuer, кофейный ликёр Mocca Double и биттер Boonekamp.
В 1964 году руководство компании принимает решение сократить линейку продуктов до одного и сконцентрироваться на развитии ликёра Jägermeister.
В 1960-х компания начала экспорт травяного ликёра в Европе (Австрия, Скандинавия, страны Бенилюкс), затем в США и по всему миру.
В 1973 году Гюнтер Маст, племянник Курта Маста, присоединившийся к компании в 1952 году, предложил футбольному клубу «Айнтрахт» из Брауншвейга продвигать бренд Jägermeister. В итоге на логотипе клуба вместо традиционного льва появился олень с этикетки ликёра. Немецкий футбольный союз в то время не допускал подобной рекламы на форме игроков и запретил нововведение. Гюнтер Маст опротестовал решение союза в суде. В результате суд разрешил клубу разместить на форме новый логотип, но его размер не должен был превышать 14 см. Более 1000 изданий написали о рекламной революции в немецком футболе, а годовой оборот Jägermeister после партнерства с «Айнтрахтом» увеличился в 4 раза.
В 1975 году американский бизнесмен и импортер алкоголя Сидней Франк подписал с Jägermeister первое для компании дистрибьютерское соглашение и начал рекламную кампанию по продвижению Jägermeister в США. Основная идея состояла в том, чтобы девушки, т. н. «ягеретки» в одежде с логотипом бренда угощали ликёром посетителей баров, знакомя их, таким образом, с новым напитком. Также ликёр продвигался среди студентов колледжей. В результате кампании, проведённой Франком, популярность Jägermeister в США значительно выросла.
В 2014 году в Кимберли (Англия) открылся первый международный филиал Mast-Jägermeister SE.
В 2015 году компания Mast-Jägermeister приобрела Sidney Frank Importing Company и открыла дочернюю компанию Mast-Jägermeister US в США. Крупнейшими рынками, помимо Германии, для Jägermeister были США и Британия; при этом в Чехии он стал самым популярным крепким напитком, вытеснив водку и местные биттеры.
В 2017 году компания впервые за 80 лет расширила продуктовую линейку, выпустив ликёр Jägermeister Manifest.

## Этикетка и бутылка
Основные элементы дизайна этикетки остались практически неизменными с 1935 года.
Этикетка обрамлена стихотворением из поэмы Weidmannsheil («Удачной охоты!») немецкого писателя и лесничего Оскара фон Ризенталя, в котором он призывает к ответственному отношению к охоте:

«Das ist des Jägers Ehrenschild, daß er beschützt und hegt sein Wild, weidmännisch jagt, wie sich’s gehört, den Schöpfer im Geschöpfe ehrt» («Дело чести охотника — уважительно и заботливо относиться к дичи, охотиться, как и подобает, почитая Творца во всяком живом существе»).
Также на этикетке изображен олень, между рогами которого расположен светящийся христианский крест. Такой олень, по легенде, привиделся графу Губерту Льежскому, который после видения обратился в христианство и пожертвовал всё своё имущество церкви. После смерти он был признан святым и стал покровителем охотников. Дизайн тёмно-зелёной прямоугольной бутылки был также разработан Куртом Мастом. Прочное стекло и форма позволяли взять бутылку ликёра на охоту и не бояться за ее сохранность. Прочность Курт тестировал на своей кухне, роняя бутылки разных форм на дубовый пол, пока не была найдена самая крепкая. Стекло тёмно-зелёного цвета обеспечивает защиту напитка от попадания ультрафиолетовых лучей.
Изображения оленя на этикетке первоначально скопировано с скульптуры оленя работы немецкого анималиста Рихарда Фризе, установленной в 1910 году у часовни св. Губерта в Роминстенской пуще.
В 2016 году дизайн бутылки был обновлен — изменился внешний вид оленя, на этикетке появилась цифра «56», означающая число ингредиентов, горлышко бутылки стало чуть длиннее, а «плечи» более угловатыми. На крышке появилась подпись Курта Маста.

## Производство
Производство Jägermeister состоит из шести основных этапов: мацерация, доведение сырья до нужного качества, выдержка в бочках из дуба, разбавление до необходимой крепости, фильтрация и розлив по бутылкам. На этапе мацерации ингредиенты измельчают с помощью специальных мельниц, затем замачивают их в семидесятипроцентном спиртовом растворе и оставляют на несколько недель. В результате мацерации из ингредиентов извлекаются эфирные масла.
Полученные мацераты смешивают и разливают по дубовым бочкам, в которых смесь выдерживается год. Далее выдержанное сырьё разбавляют, фильтруют и смешивают со спиртом, сахарным концентратом и смягчённой водой.
На финальном этапе ликёр исследуется в лаборатории и после одобрения технологов продукт отправляется на завод для розлива по бутылкам.
Рецепт ликёра держится производителем в секрете, однако, известны некоторые ингредиенты: солодка, звёздчатый анис, корица, апельсиновая корка, горький апельсин, корень имбиря, корень галангала, андрографис метельчатый, гвоздика, мацис, зелёный кардамон, лаванда, ромашка, иссоп, кориандр, шафран, можжевельник, женьшень, семена мака.

## В массовой культуре
Кино
Упоминание о ликёре или изображение бутылки можно услышать или увидеть в таких фильмах и сериалах как: «Как я встретил вашу маму», «Мальчишник в Вегасе», «Сезон убийц», «Футурама», «Гриффины», «Сыны анархии» и т. д..
Музыка
- С 2014 года в России присуждается премия независимой музыки Jager Music Awards. Организаторы премии — бренд Jägermeister и агентство Stereotactic[36].
- «Jägermeister» — песня фолк-метал группы Korpiklaani
- «Jägermeister» — сингл норвежского хардстайл дуэта Da Tweekaz[нидерл.]

## Коктейли
- «Егербомб» — шот с биттером Jägermeister, помещают (бросают) в стакан с энергетиком Red Bull[37].
- The Four Horsemen of the Apocalypse — в равных частях смешивают Jägermeister, мятный шнапс[англ.], швейцарский шнапс с корицей[англ.] и ром Bacardi 151[38].
- «Аллигатор на кислоте» — взбивают шейкером ликёры Jägermeister, Midori, Малибу по 20 мл, добавляют 40 мл ананасового сока[39].

## Реклама и спонсорство
Музыка
В США Jägermeister стал популярен во многом благодаря маркетинговой кампании с участием тяжёлых метал-групп Pantera, Metallica, Slayer. В Финляндии напиток рекламируют Nightwish, HIM, Stam1na, Kotiteollisuus, Korpiklaani, в Норвегии — Trollfest, Pantheon I, 1349, в Великобритании — Enter Shikari.
Jägermeister спонсировал концертные туры альтернативных метал-групп — Hemlock, Dog Fashion Disco и 8mm Overdose. Группы посвящали этому напитку целые композиции, в частности, песня группы Inkubus Sukkubus (альбом The Beast with Two Backs), где напиток поэтически именуется сладчайшей кровью из вен Пана, а также песня Jägermeister группы Trollfest, песня Jägerbomb группы Crossfaith.
В Австралии Jägermeister спонсирует AIR Charts, которые являются официальными независимыми музыкальными чартами Австралии (управляемыми австралийской Независимой ассоциацией звукозаписывающих компаний).
Спорт
В период с 1970-х по 2000-е годы Jägermeister являлся спонсором команд в различных видах спорта, таких как «Формула-1», ДТМ и других. Среди гонщиков-участников команды Jägermeister — Грэм Хилл, Ники Лауда и Ханс-Йоахим Штук.
В 2000 году компания Mast-Jägermeister SE полностью прекратила спонсорство спортивных мероприятий, посчитав сочетание спорта и алкоголя неуместным. Несмотря на это, в 2018 года напиток стал официальным спонсором Национальной хоккейной лиги.